# ماريا تيريزا مايا غونزاليس
ماريا تيريزا مايا غونزاليس (بالبرتغالية: Maria Teresa Maia Gonzalez‏) هي كاتِبة وكاتبة للأطفال برتغالية، ولدت في 1958 في قلمرية في البرتغال.